# Grčić
Grčić (cyr. Грчић) – wieś w Serbii, w okręgu maczwańskim, w gminie Ljubovija. W 2011 roku liczyła 257 mieszkańców.